# Сто из ста
«Сто из ста» — дебютный студийный альбом ST, выпущенный 28 октября 2008 года на «Монолит» при поддержке компании Phlatline.

## Список композиций
| №   | Название                                   | Музыка         | Длительность |
| --- | ------------------------------------------ | -------------- | ------------ |
| 1.  | «Intro»                                    | Илья Ferre     | 1:03         |
| 2.  | «Мой стиль»                                | Илья Ferre     | 3:42         |
| 3.  | «Будь со мной» (при участии Женя Женева)   | Илья Ferre     | 4:22         |
| 4.  | «Держись»                                  | Gimme Mo Beats | 3:50         |
| 5.  | «По-другому» (при участии Guf)             | DJ Shusta      | 3:25         |
| 6.  | «Равные»                                   | DJ Shusta      | 3:23         |
| 7.  | «Все ещё» (при участии Макс Лоренс)        | DJ Shusta      | 4:03         |
| 8.  | «Д.Л.П.»                                   | Илья Ferre     | 3:05         |
| 9.  | «Босс»                                     | Lil Dee        | 3:06         |
| 10. | «Ретро» (при участии Баста)                | Баста          | 2:51         |
| 11. | «Друзья»                                   | DJ Beka        | 2:28         |
| 12. | «Исповедь»                                 | Илья Ferre     | 3:35         |
| 13. | «Мой стиль» (при участии Баста)            | Баста          | 4:18         |
| 14. | «Не надо быть мной» (при участии Marselle) | DJ Shusta      | 4:29         |
| 15. | «Мама» (при участии Сацура)                | Баста          | 3:36         |
| 16. | «Сколько миль» (при участии Женя Женева)   | Илья Ferre     | 4:14         |
| 17. | «Танцуй»                                   | Илья Ferre     | 3:11         |
| 18. | «Смейся»                                   | Gimme Mo Beats | 3:35         |
| 19. | «BEEF»                                     | Nel            | 3:00         |

## Рецензии
Альбом «Сто из ста» перенял у своего автора молодой задор и некую скороспелость. Яркий харизматик, на все сто процентов выкладывающийся на сцене, ST любит и умеет работать со зрителем, ценит прямой контакт, а поймав кураж, способен разнести концертные залы любого калибра.
 — пишет Андрей Никитин на сайте Billboard-Magazine.ru 
Лиричные песни вполне навевают соответствующее настроение, вместе с тем вытягивая альбом на уровень выше. А вот привлечение Басты и Гуфа, ощутивших уже рэп-почву под ногами, на наш взгляд, не оправдало себя: "по-настоящему светит не отраженный свет, а свой собственный".
 — пишет Ольга Абрамова на сайте PRORAP.ru 